# Suecia en los Juegos Paralímpicos de Tel Aviv 1968
Suecia estuvo representada en los Juegos Paralímpicos de Tel Aviv 1968 por un total de 32 deportistas, 27 hombres y cinco mujeres.

## Medallistas
El equipo paralímpico sueco obtuvo las siguientes medallas:
| Nombre        | Deporte       | Evento                                        |
| ------------- | ------------- | --------------------------------------------- |
| Oro           |               |                                               |
| Lindström     | Tenis de mesa | Individual C femenino                         |
| Plata         |               |                                               |
| Benny Nilsson | Halterofilia  | Peso pluma masculino                          |
| Söderberg     | Natación      | 50 m braza clase 5 (cauda equina) masculino   |
| M. Tufuesson  | Natación      | 50 m braza incompleta clase 4 femenino        |
| Nilsson       | Tenis de mesa | Individual A2 masculino                       |
| Johansson     | Tiro con arco | Ronda St. Nicholas paraplejia femenino        |
| Rodaster      | Tiro con arco | Ronda FITA clase abierta femenino             |
| Bronce        |               |                                               |
| M. Eden       | Natación      | 50 m braza incompleta clase 4 masculino       |
| Olfson        | Natación      | 50 m espalda clase 5 (cauda equina) masculino |
| Söderberg     | Natación      | 50 m libre clase 5 (cauda equina) masculino   |
| M. Tufuesson  | Natación      | 75 m estilos clase abierta femenino           |